# Фёдоров, Пётр Иванович (генерал)
Пётр Иванович Фёдоров (29 декабря 1898 — 	17 февраля 1945) — советский военный инженер учёный в области испытания и создания авиационно-ракетной техники, организатор науки, кандидат технических наук, генерал-майор инженерно-авиационной службы (1942). Начальник ГНИИ ВВС (1941—1942) и НИИ-1 (1944—1945).

## Биография
Родился 25 декабря 1898 года в Смоленске.
С 1919 года призван в ряды РККА, участник Гражданской войны в составе частей Южного фронта. С 1922 по 1929 год служил в составе частей Военно-воздушных сил РККА на различных  инженерных и командно-штабных должностях. С 1929 по 1934 год обучался на военно-техническом факультете Военно-воздушной академии РККА имени профессора Н. Е. Жуковского. С 1934 по 1941 год служил в Главном штабе ВВС РККА на различных должностях, в том числе с 1939 по 1941 год являлся начальником 1-го управления. 29 ноября 1939 года Приказом НКО СССР ему было присвоено воинское звание бригинженер.
С 1941 по 1942 год в начальный период Великой Отечественной войны П. И. Фёдоров был назначен  начальником Научно-исследовательского института Военно-воздушных сил СССР. В этот период под руководством П. И. Фёдорова в НИИ было выполнено триста шесть научно-исследовательских работ, было проведено около двух тысяч двести испытаний, из которых: восемьсот пятьдесят — по  спецоборудованию, сорок восемь — по конструкциям и материалам, двадцать пять — по воздушным винтам, сто семьдесят три — по моторам, и двести девять — по самолётам. П. И. Фёдоров являлся членом специальной комиссии по испытанию первого экспериментального самолёта с жидкостным ракетным двигателем БИ-1. 3 июня 1942 года Постановлением СНК СССР П. И. Фёдорову было присвоено воинское звание генерал-майор инженерно-авиационной службы. С 1942 по 1944 год — заместитель начальника Научно-исследовательского института Военно-воздушных сил СССР по научной работе.
С 1944 по 1945 год — начальник НИИ-1 входящего в систему Народного комиссариата авиационной промышленности СССР. С 5 августа по 4 сентября 1944 года П. И. Фёдоров являлся руководителем специальной комиссии по изучению немецкой ракетной техники, в том числе баллистических ракет дальнего действия Фау-1 и Фау-2 на экспериментальной станции Дебице в Польше. 
Погиб 17 февраля 1945 года в авиакатастрофе самолёта Дуглас в районе аэродрома Жуляны, Киевской области, в числе девяти членов специальной комиссии Народного комиссариата авиационной промышленности СССР которые должны были принять участие в дальнейших поисках и исследовании немецких ракет Фау-2. Похоронен в Москве в колумбарии Новодевичьего кладбища. 

## Награды
- Орден Ленина (21.02.1945)
- Орден Красного Знамени (03.11.1944)[6]
- два ордена Красной Звезды (23.06.1940, 17.06.1943)[2]